# Одјећа у старом Египту
Шаблон:Стари Египат култура
Израз староегипатска одећа се односи на одећу која је ношена у старом Египту од краја неолитског периода (пре 3100. п. н. е.) до пропасти династије Птолемејида са смрћу Клеопатре VII у 30-ој год. п. н. е. Египатска одећа је била прошарана различитим бојама. Украшена драгим камењем и драгуљима, одећа старих Египћана била је направљена не само за лепоту већ и за удобност. Египатска одећа била је направљена да одржава хладовину у врућој пустињи.

## Елементи египатске одеће
У старом Египту, ланено платно је било најчешћи текстил. Помагало је људима да се осећају пријатно на суптропској врућини. Платно се производило од лана вретењем влакана са стабљике биљке. Предење, ткање и шивење су биле веома важне технике за све слојеве египатског друштва. Постојала је могућност наношења биљних боја на одећу, али је одећа обично остајала у природној боји. Вуна је била позната, али се сматрала нечистом. Само богати су носили одећу од животињског влакна која су била предмет табу-а. Користила су се повремено за огртаче, али су била забрањена у храмовима и светилиштима.
Шенти или набедреник (од лана) носили су сви људи. Робови су често радили голи.
Најчешћа капа звала се немес, пругаста тканина коју су носили мушкарци.

## Божанства
Стари Египћани су имали неколико божанства везаних за тканине, одећу и ткање, пре свега бога Хеђхетепа и богињу Тајт.

## Фараони
Краљевска одећа је посебно документована, као и одећа и круне фараона. Фараони су често носили животињске коже, најчешће коже леопарда или лава, као симбол свог положаја.

## Мушка одећа
Око 2130. п. н. е. за време Старог краљевства, мушка одећа је била једноставна.. Мушкарци су облачили сукње познате под именом шендит, које су се везивале на струку, а понекад су биле наборане или скупљене на предњој страни. Током овог периода, мушке сукње су биле кратке. У Средњем краљевству, око 1600. п. н. е., носиле су се дуже сукње. Затим, око 1420. п. н. е., носила се лагана туника или блузица са рукавима, као и нафалтана подсукња.

## Женска одећа
За време Старог, Средњег и Новог краљевства, жене су носиле једноставне хаљине које су се звале каласарис. Женска одећа у старом Египту била је конзервативнија од мушке одеће.Хаљине су држале једна или две траке на раменима и падеале су до глежњева, а горња ивица хаљине се налазила изнад или испод груди.Дужина хаљине означавала је друштвену класу носиоца. Перле или перје су коришћени за украшавање хаљина. Преко хаљина, жене су обично носиле шалове или огртаче. The shawl was a piece of fine linen cloth around 4 feet wide by 13 or 14 feet long.

## Дечја одећа
Деца нису носила одећу до 6 година старости. Када би напунили 6 година било им је дозвољено да носе одећу која би их штитила од врућине. Иако деца обично нису носила одећу, носила су накит као што су анклети, наруквице, огрлице и прибор за косу. Када би одрасла, носила су исте стиловеодеће као и њихови родитељи.

## Накит
Накит је био веома популаран у старом Египту, без обзира на друштвену класу. Био је веома разноврстан. Главни разлог за ношење накита била је његова естетска функција. Египћани су облачили одећу од монотоних белих тканина, а накит им је пружао могућност контраста. Египћани су преферирали употребу светлих боја, сјајних камена и племенитих метала. Злато су ископавали у великим количинама у источној пустињи Египта, али је такође долазило и из Нубије, која је била вековна египатска колонија.
Са друге стране, сребро је било ретко и увезилоо се из Азије. Због тога се сребро сматрало драгоценијим од злата. Источна пустиња је такођебило важно налазиште за живописно полудраго камење као што је карлеон, аметист и јаспис. На Синају су били рудници тиркиза, а тамноплави лапис лазули долазили су из Авганистана. Стакло и посебна врста керамике (глазура изнад језгра камена или песка) били су омиљени за замену драгог камења, јерсу се могли производити у многим бојама.
Египћани су постали врло стручни у правиљењу накита од тиркиза, метала попут злата и сребра и малих перлица. И мушкарци и жене су се китили минђушама, наруквицама, прстењем и огрлицама. Они који нису могли да приуште накит израђени од злата или драгог камења, направили би свој накит од обојених грнчарских перли.

## Козметика
Балзамовање је омогућавало развој козметике и парфема. Постојали су разноврсни парфеми у старом Египту, али су такође били један од најскупљих производа који су се обимно користили. Египћани су користили шминку први од свих старих народа. Нокти и руке су биле осликане каном.
Црни кохл, који се користио за сенчање око очију, добијао се из галенита. Такође је сенка за очи добијана дробљењем малахита. Црвена, која се наносила на усне, добијала се из окера. Ови производи су се мешали са мастима животињског порекла, како би били компактнији и дуготрајнији. Користили су галенит или дробљени малахит не само због улепшавања, већ зато што су веровали да спречавају прашину и прљавштину да улази у очи. Из тог разлога користили су их и мушкарци и жене.
Истраживања која је обавило Америчко хемијско друштво показују да је коришћење олова у шминкању било намерно. Налази показују да олово у комбинацији са солима произведеним природно од стране тела производи азот оксид који подстиче имуни систем. Верује се да су производња и резултати били намерни. Повећање имунитета је помагало у превенцији инфекција као што је конјуктивитис.

## Обућа
Обућа је била иста за оба пола. То су претежно биле сандале прављене од животињске коже или за сиромашније од папируса. Будући да су Египћани најчешће ишли боси, сандале су ношене само у посебним приликама или у случајевима када би њихове ноге могле бити повређене.